# Operacija Zbrojovka
Operacija Zbrojovka je bila akcija hrvatskih snaga u Domovinskom ratu održana 22. i 23. srpnja 1991. Prigodom te akcije iz izvoznog kontigenta u luci u Pločama oduzeto je 2000 pušaka te 126 tona streljiva. Oduzetim oružjem naoružane su 113. brigada ZNG-a (860 pušaka i 35 tona streljiva), 4. brigada ZNG-a (650 pušaka i 40 tona streljiva) te još neke postrojbe u Dalmaciji. Osim oružja, tom prigodom oduzeto je i 4500 tona pšenice.